# Шевцов Владислав Петрович
Владисла́в Петро́вич Шевцо́в (нар. 15 травня 1999, с. Степне Ямпільського (нині Шосткинського району) Сумської області — пом. у березні 2022, м. Маріуполь, Україна) — солдат, військовослужбовець Національної гвардії України, учасник російсько-української війни, що загинув під час російського вторгнення в Україну 2022 року.

## Життєпис
Народився 15 травня 1999 року в с. Степному Ямпільського району на Сумщині. Був наймолодшим з багатодітної родини Шевцових.
Після закінчення 9 класів місцевої школи продовжив навчання в Державному професійно-технічному навчальному закладі «Свеський професійний аграрний ліцей» за спеціальністю слюсар з ремонту сільськогосподарської техніки та устаткування. Тракторист сільськогосподарського виробництва. Водій категорії «С» (2014—2017).
Був призваний до ЗС України, згодом уклав контракт на військову службу за контрактом у НГУ. З початком російського вторгнення в Україну перебував на фронті, зокрема відзначився в боях за Маріуполь.
Загинув у боях за Маріуполь, не виходив на зв'язок з рідними з 25 березня 2022 року.
У с. Степному Ямпільської селищної громади залишилися батько, мати, троє сестер і брат.

## Нагороди
- орден «За мужність» III ступеня (2022) (посмертно) — за особисту мужність і самовідданість, виявлені у захисті державного суверенітету та територіальної цілісності України, вірність військовій присязі, сумлінне та бездоганне виконання службового обов'язку[3].